# Mana (fantasy)
Mana – pewnego rodzaju energia w światach fantasy, używana przez magów do czynienia czarów. Słowo pochodzi od pojęcia z religii polinezyjskich.
Pisarz fantasy Larry Niven w swoim opowiadaniu z 1969 roku Not Long Before The End opisuje „manę” jako jeden z zasobów naturalnych, który jest używany przez magów do rzucania zaklęć. W dziele Nivena ilość magii na świecie jest ograniczona, co oznacza, iż kiedyś many po prostu zabraknie, co spowoduje zniknięcie z owej krainy całej magii.
W wielu fantastycznych światach (szczególnie w światach związanych z grami fabularnymi) odnaleźć można podobną ideę many jak u Nivena. Na przykład w komiksie Sabrina, nastoletnia czarownica (o Sabrinie Spellman, stworzonym przez Archie Comics) istnieje Mana Tree (z ang. Drzewo Many), które jest źródłem całej mistycznej energii w Magicznej Krainie (ang. Magic Realm).
Jednymi z pierwszych gier komputerowych, które użyły słowa „mana” jako określenie punktów magii były: komputerowa gra fabularna Dungeon Master (z 1987 roku) oraz gra Populous (z 1989), w której gracz wcielał się w rolę boga – mana w tej grze była jednym z zasobów używanych przez bogów (czyli np. przez gracza) do czynienia cudów. Szybkość regeneracji many w tamtym świecie zależała od liczby wyznawców, których posiadał dany bóg. Podobny koncept został zastosowany w grze Black & White. Inne gry, w których mana była traktowana jako „surowiec” niezbędny do używania magicznych mocy to na przykład: Secret of Mana, EverQuest, Warcraft, oraz seria Diablo czy gra karciana Magic: The Gathering.